# Style néo-provençal
 (juin 2014).

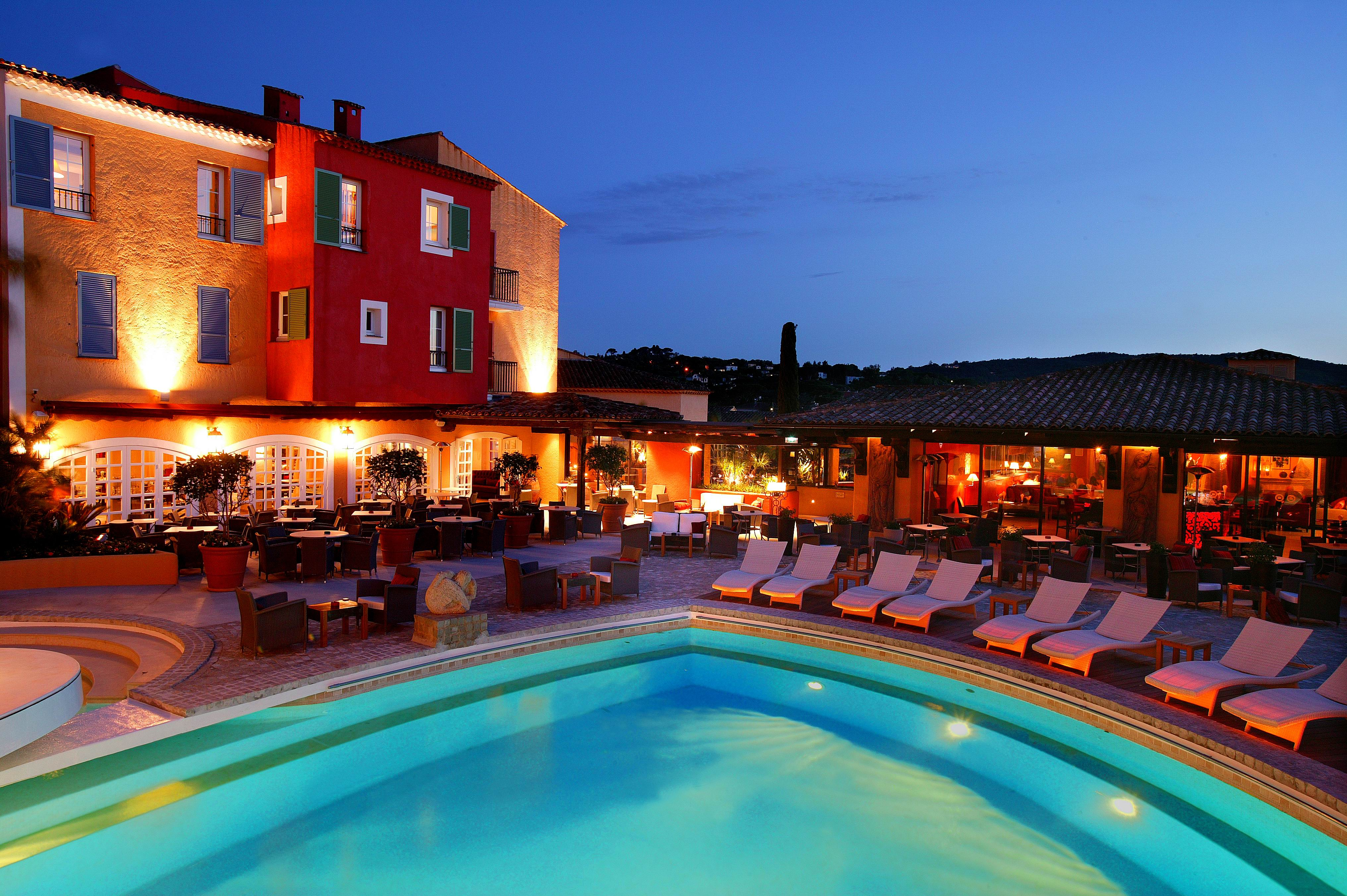
Restaurant et piscine de l'Hôtel Byblos.

Le style néo-provençal est un style architectural et décoratif contemporain originaire de Provence qui s’étend aujourd'hui au-delà des frontières de la Provence sur le pourtour méditerranéen français et en Corse. Il symbolise également une architecture nouvelle du Sud de la France, remplaçant les traditionnelles maisons en pierres des villages de la région.

## Origines

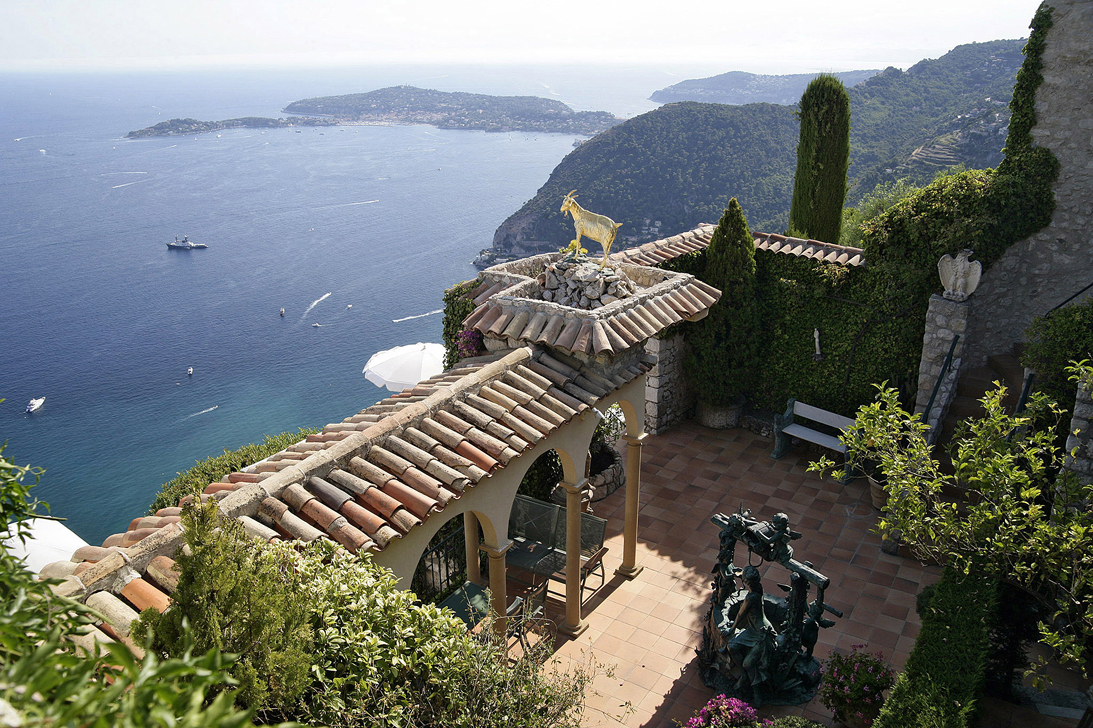
Hôtel du château de la Chèvre d'Or, vue sur la mer du salon baroque.

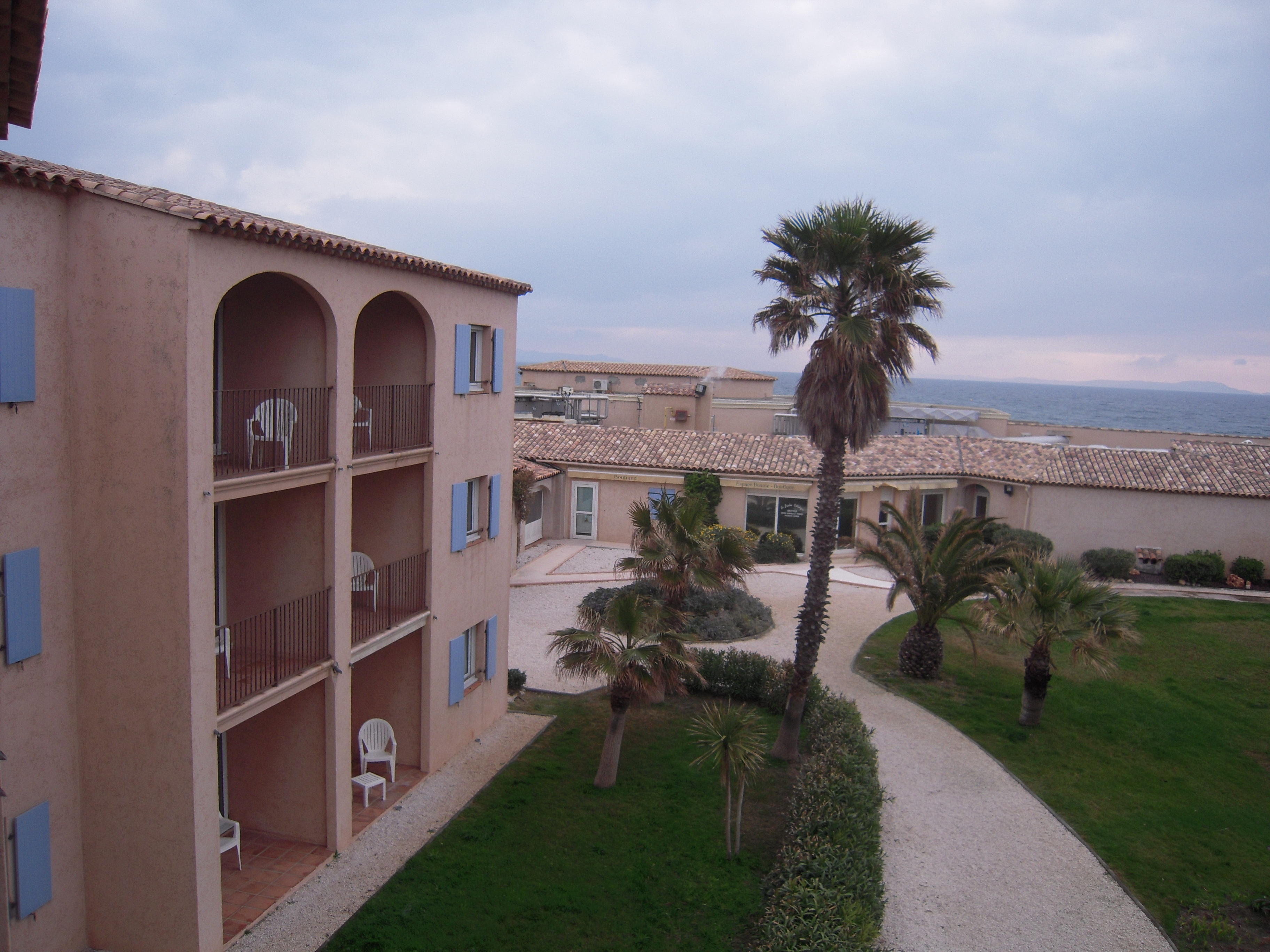
Hôtel Ibis Thalassa à Hyères.

Sous la pression immobilière et l'augmentation massive des populations côtières, la Provence a vécu l'apparition d'un style architectural qui va marquer durablement son paysage. 
L'image de la Provence est exprimée dans différents canaux de communication : presse de décoration, publicité et économie touristiques, promotion immobilière. Cette image repose sur une idée d'authenticité, de terroir et d'identité territoriale, et sa promotion repose de fait sur de nombreux stéréotypes culturels exacerbés jusqu'à la caricature. La lavande, les cigales, le soleil, la qualité de vie, la mer, la bouillabaisse sont ainsi mis en avant.
Le style néo-provençal est inscrit dans le dépassement des formes épurées modernes : il joue sur une image régionaliste et une lecture de la tradition. Ce style, ancré dans la grande tendance du postmodernisme, a recours au syncrétisme esthétique (collage, mixage et mélange) plus qu'à une forme d'expression patrimoniale ou à une architecture spécifique.

## Mythe et réalité

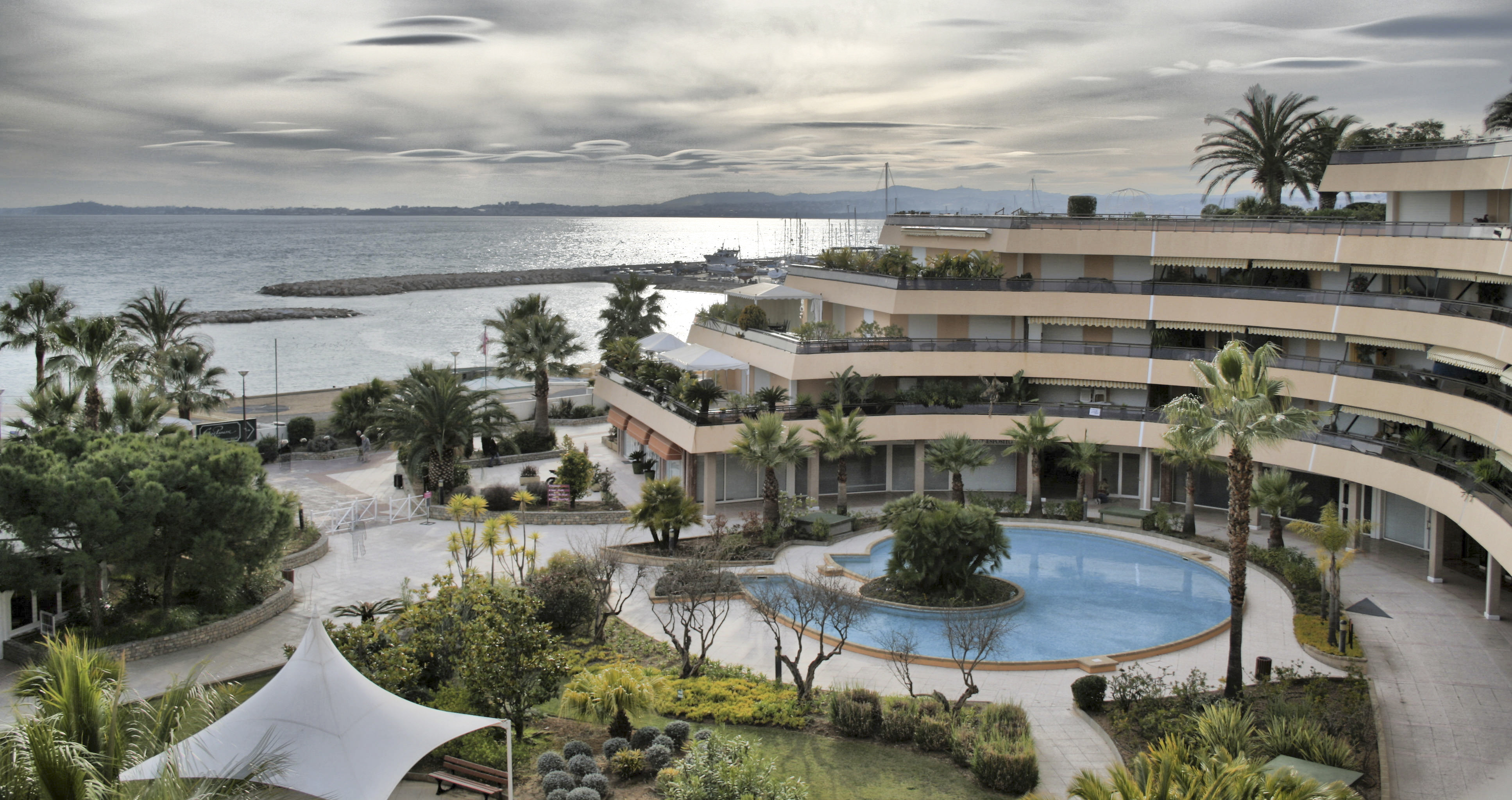
Patio mexicain du Holiday Inn à Nice.

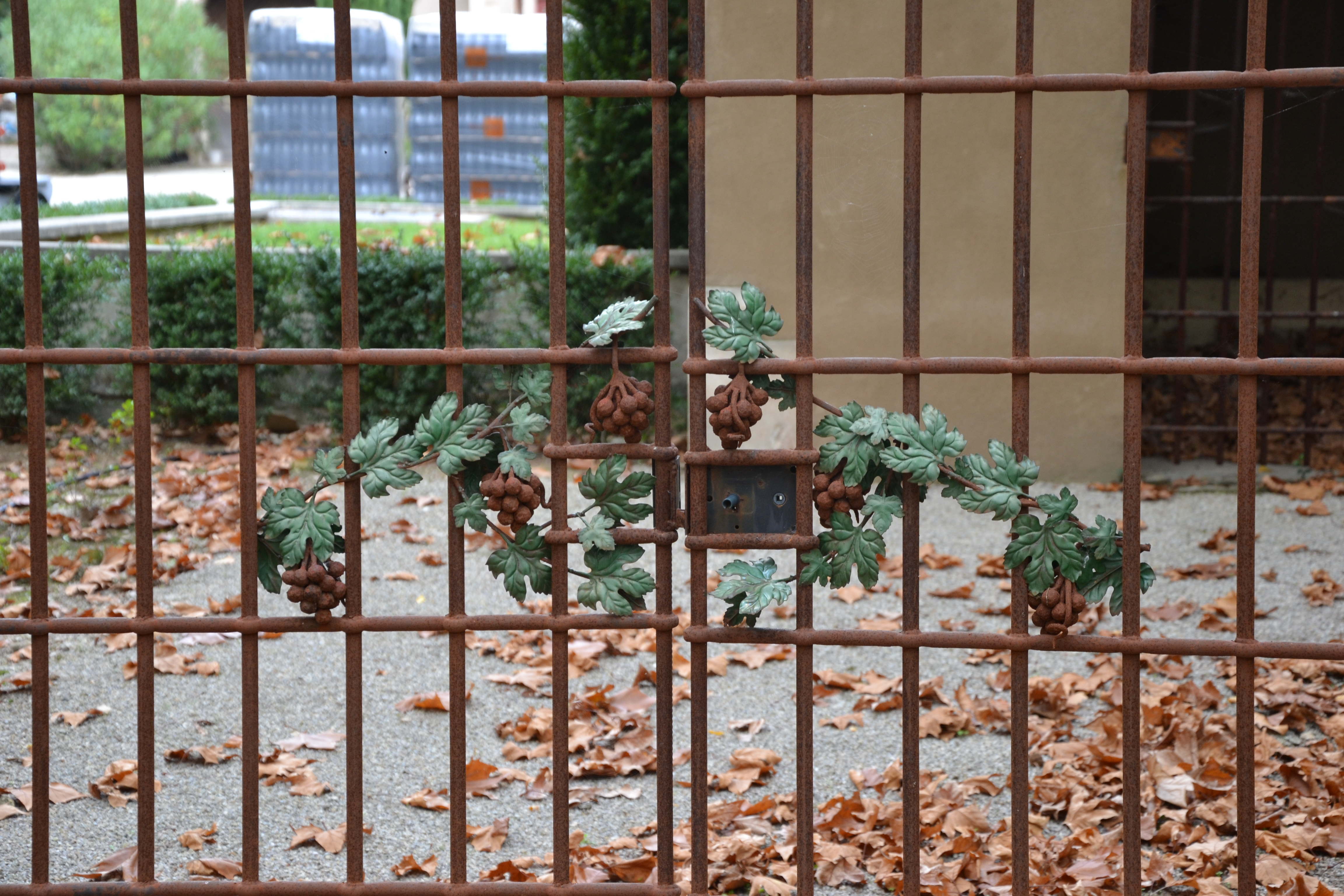
Fer forgé à volutes végétales.

L'image d'authenticité est souvent très décalée par rapport à l'histoire réelle de la Provence. Pour des étrangers à la région, l'image stéréotypée de l'architecture provençale repose sur des couleurs vives, des toits en tuile, des terrasses ou patios...
La couleur des enduits, à l'origine obtenue avec de la terre locale permettait d'obtenir une unité avec le paysage. Aujourd'hui, la couleur provençale est avant tout une tonalité pastel ou très vive. Les murs, volets, encadrements affichent fréquemment des façades aux couleurs saturées. On observe des colorations typiquement italiennes, mexicaines ou scandinaves. Dans l'urbanisme, cette approche acculturée conduit souvent à des effets assez provocants et peu harmonieux[non neutre]. 
Les murs font appel à un goût prononcé pour l'ornement gratuit, le remplissage ou les références hétéroclites : il n'est pas rare de voir des entrées, des patios travaillés avec des colonnes à la grecque, des balustrades aux moulures pâles, prétentieuses et démesurées, une saturation du fer forgé à volutes végétales, des terrasses californiennes ou des patios mexicains. Les jardins peuvent proposer également une accumulation de poncifs provençaux : poteries et moulures bon marché, lavandes en quantité.
Ces ersatz de bastides, constitués sur des critères de standardisation immobilière, questionne la notion de modèle. Le vocable villa provençale ou mas provençale exprime une authenticité contemporaine dont l'esthétique est nourrie de kitsch, de faux-semblants. Malgré ces clichés de néo-provençaux fantasmant la villa résidentielle du Sud, il est indéniable que le style néo-provençal est paradoxalement devenu à son tour « authentique » sur la base d'une esthétique du faux.

## Place du kitsch

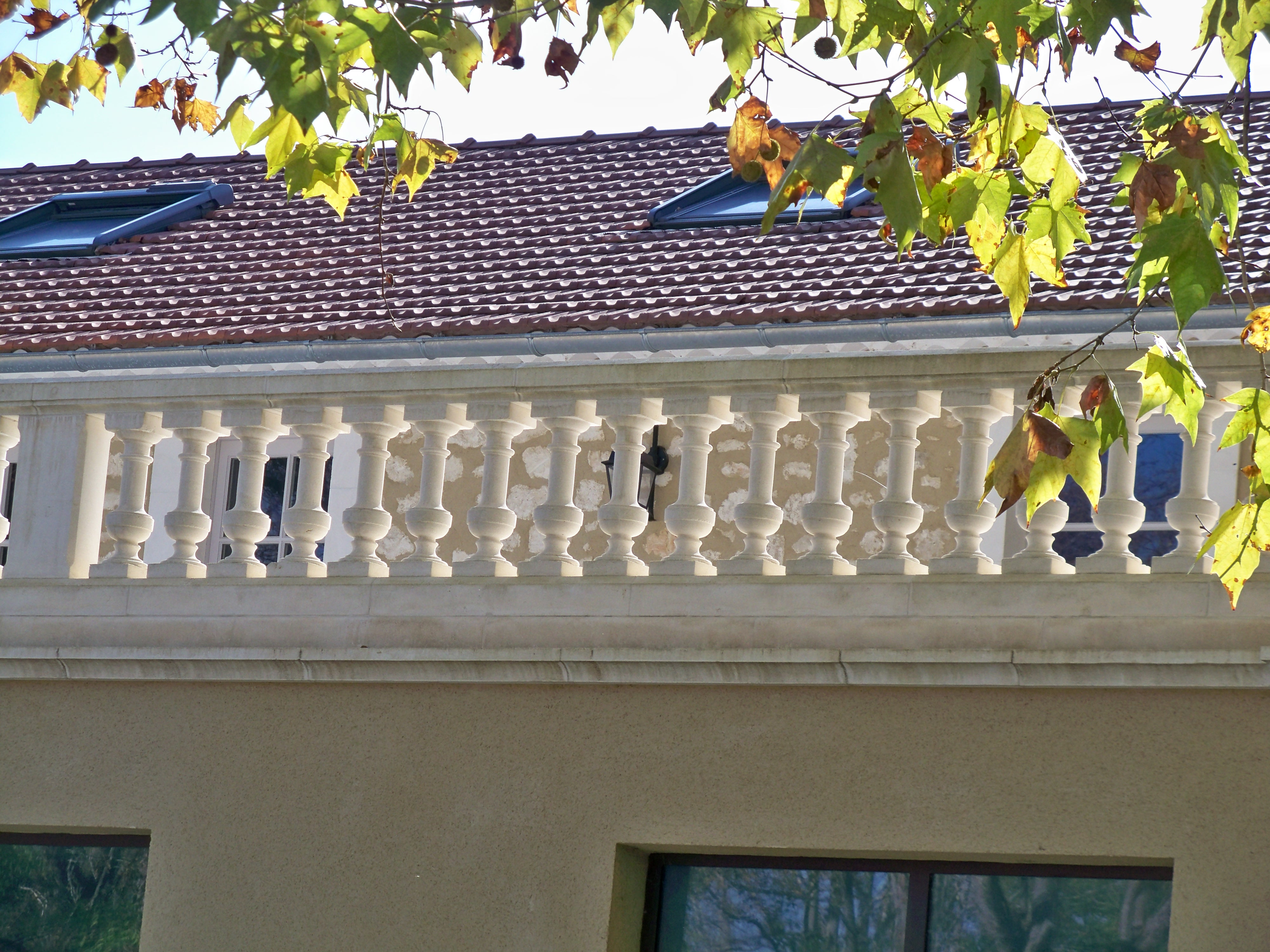
Fausses balustrades.

En combinant tous les clichés et poncifs de la Provence, le style néo-provençal affiche un aspect kitsch par son goût pour les effets clinquants, les couleurs artificielles, les styles hétéroclites.
Le kitsch est entretenu dans les rayons des magasins de matériaux et de construction : fausses dalles, fausses sculptures, fausses moulures, fausses colonnes, fausses pierres de parement, fausses balustrades, etc.
Dans cette logique, les plans de maisons obéissent plus à une volonté d'apparat que de logique architecturale (réflexion sur la symbolique des formes, le rapport des corps à l'espace, la dimension intellectuelle d'un projet, la dimension fonctionnelle). Cette dimension ressort également sur les programmes immobiliers aux noms lourdement évocateurs : les glycines, les lavandes, les iris, etc.

### Critiques
Des créateurs comme Rudy Ricciotti combattent cette vision standardisée de la villa provençale. Ils revendiquent la spécificité locale, sans miser sur les caricatures nostalgiques.

## Étendue géographique
Le style néo-provençal s'impose aussi comme une norme à l'ensemble de la région Sud en niant les spécificités historiques et locales des architectures. Les constructeurs de maisons individuelles dans le Sud-Est étendent leur zone d'influence. On notait leur présence dans les départements du Var, des Alpes-Maritimes, des Bouches-du-Rhône, du Vaucluse, du Gard, et de l'Hérault.
On retrouve ce genre balnéaire clinquant dans des régions du Sud aux architectures discrètes et peu tapageuses. Ainsi, les Alpes-de-Haute-Provence voient s'étendre ce style hétéroclite si loin de l'esprit des lieux.
La Corse marquée par une histoire architecturale majoritairement italienne est touchée par la multiplication des constructions locatives où résidentielles. La lavande est aujourd'hui cultivée sur les ronds-points comme une carte d'identité régionale alors que l'île n'en a jamais exploité. Et on voit se développer, sous le vocable « demeure corse », des constructions en copies conformes des voisines néo-provençales.